# Adolph af Nassaus civile og militære Fortjenstorden
Adolph af Nassaus civile og militære Fortjenstorden er en orden indstiftet den 8. maj 1858 af Adolf 1. af Luxembourg.